# Кано, Офелия
Офе́лия Гамбо́а Норье́га (в замужестве — Ка́но; исп. Ofelia Gamboa Noriega, en el matrimonio Cano; род. 16 мая 1959, Сан-Игнасио, Синалоа, Мексика) — мексиканская актриса театра и кино и телевизионный продюсер.

## Биография
Родилась 16 мая 1959 года в Сан-Игнасио. В 1979 году переехала в Мехико и поступила в CEA при телекомпании Televisa, после его окончания в 1983 году дебютировала в мексиканском кинематографе и с тех пор снялась в 16 работах в телесериалах и одном телефильме. Номинирована и победила в премии TVyNovelas. С 1989 по 2000 год решила на время оставить кинематограф для театральной деятельности.

## Личная жизнь
В 1978 году вышла замуж за директора администрации производства телекомпании Televisa Хосе Октавио Кано и родила троих детей — Габриэлу, Монику и Хосе Октавио-младшего. Актриса решила взять фамилию своего супруга.

## Фильмография

### Избранные телесериалы
- 1985-88 — «Единокровка» — Кармелита. (премия TVyNovelas 1986 года за лучшее женское откровение)
- 1985-2007 — «Женщина, случаи из реальной жизни»
- 2002 — «Между любовью и ненавистью» — Ребека.
- 2004 — «Руби» — Виктория Галлегос.
- 2008 — «Завтра — это навсегда» — Донья Долорес «Долли»#2.
- 2008-н. в. — «Роза Гваделупе» — Аурелия.
- 2011-н. в. — «Как говорится» — Каталина.

### Избранные телефильмы
- 2004 — «Руби... Нахальная» — Виктория Гомес.

## Театральные работы

### Театр в Гвадалахаре
- 1989 — «Марш»
- 1990 — «Хорошие связи»
- 1992 —
  - «Бабочка без крыльев»
  - «Золушка»
  - «Питер Пэн»
- 1993 —
  - «Дождь в городе»
  - «Красавица и чудовище»

### Театр в Мехико
- 1996-97 — «Волшебник страны Оз»